# Frank Buchman
Frank Buchman, född 4 juni 1878 i Pennsburg, Pennsylvania, död 7 augusti 1961 i Freudenstadt, Västtyskland, var en amerikansk präst och väckelseledare. Han var protestantisk evangelist och känd som grundare av Oxfordsgrupprörelsen.

## Biografi
Buchman var son till en spritgrossist och en fromt luthersk mor. När han var 19 år flyttade han med föräldrarna till Allentown där han studerade vid Muhlenberg College och Mount Airy Seminary för att ordineras till luthersk präst i juni 1902.
Han fick sin första tjänst i Overbrook, en växande förort till Philadelphia, som ännu inte hade någon luthersk kyrka. Efter ett besök i Europa startade han ett härbärge för ungdom, men efter en tid uppstod ekonomiska svårigheter, och Buchman lämnade verksamheten.

### YMCA (KFUM)
Från 1909 till 1915 var Buchman YMCA-sekreterare vid Pennsylvania State College. Trots en snabb ökning av andelen studenter som var medlemmar var han ändå missnöjd med de resultat som uppnåtts och pekade bl.a. på en fortsatt hög konsumtion av alkohol vid akademin.
Buchman hängivenhet till personlig evangelism och hans förmåga att framföra det kristna budskapet i tidsenliga termer gav honom respekt inom skolans ledning och bland kolleger.
År 1915 tog Buchmans arbete inom YMCA honom till Indien tillsammans med evangelisten Sherwood Eddy. Där träffade han för första gången Mahatma Gandhi och blev vän med Rabindranath Tagore och den kristna missionären Amy Carmichael. Från februari till augusti 1916 arbetade han också med KFUM-uppdrag i Kina, innan han återvände till USA.

### Hartford och Kina
Buchman tog sedan en deltidstjänst vid Hartford Theological Seminary, där han började samla en grupp män för att hjälpa till med att omvända Kina till kristendomen. Han ombads att leda missionärskonferenser vid Kuling och Peitaiho, som han såg som en möjlighet att utbilda infödda kinesiska ledare i en tid då många missionärer hade en attityd av vit överlägsenhet. Emellertid hamnade han i konflikter genom sin kritik av andra missionärer, där han talade om synd som hindrade deras effektivitet i arbetet. Biskop Logan Roots översköljdes av klagomål, och 1918 bad han Buchman lämna Kina.
Under hans fortsatta tid vid Hartford använde han mycket tid till att resa och bildade kristna studentgrupper vid Princeton University, Yale University och Oxford. År 1922 lämnade han sin tjänst vid Hartford och fick förlita sig till gåvor från mecenater.

### Oxfordgruppen
Buchman utformade en strategi med att hålla ”house parties” på olika platser och genom dessa skapa ett kristet engagemang hos deltagarna. Dessutom höll män, som utbildats av Buchman, regelbundna lunchmöten hos J. Thornton-Duesbery, då kaplan vid Corpus Christi College i Oxford. År 1928 hade mötena blivit så stora att de flyttades till balsalen på Randolph Hotel innan de inbjöds att använda biblioteket vid Oxford University Church, St. Mary's.
Sommaren 1928 åkte sex av dessa män från Oxford, utan Buchman,  till Sydafrika där massmedia, som inte visste hur man skulle benämna denna nya religiösa rörelse, myntade termen ”Oxford Group”. Under åren 1931 till 1935 deltog omkring 150 studenter vid Oxford i gruppens möte varje lunch. Under universitetets terminer deltog team från Oxford i kampanjer i östra London och andra industriella områden. Samtidigt växte antalet deltagare vid mötena till flera tusen.
Buchman reste mycket i Europa under 1930-talet och med anledning av nazisterna fokuserade han på Tyskland för att hålla möten och träffa kyrkoledare. Under 1932 och 1933 försökte han också, dock utan framgång, att träffa Adolf Hitler, som han hoppades kunna omvända till sin religion. Från år 1934 försvårades gruppens verksamhet i Tyskland allt mera och man valde att rikta sina insatser mot Skandinavien i tron att en kristen revolution där skulle ha inverkan på Tyskland. 
På ett par månader spreds en väckelse över Norge, som fick biskop Berggrav i Tromsø att 1935 säga ”det som nu händer i Norge är den största andliga rörelsen sedan reformationen”. Större enighet mellan konservativa och liberala grupper inom kyrkan banade väg för ett effektivare motstånd mot nazistregimen under andra världskriget. En kampanj i Danmark ett år senare hade en liknande effekt.
Buchman medverkade i nazisternas rikspartidag 1935 i Nürnberg, men följande år kom ett dokument från Gestapo med varning om att Oxfordgruppen var ”en ny och farlig motståndare till nationalsocialismen”. Detta följdes 1939 av en omfattande rapport som hävdade att Oxfordgruppen var ”stimulator för angloamerikansk diplomati” och att ”gruppen som helhet utgjorde ett angrepp på nationalstaten”.

## Attityd till andra religioner
Buchmans vilja att arbeta med människor från olika religioner utan krav på deras konvertering till kristendomen var ofta en källa till förvirring och konflikter med andra kristna.
Efter andra världskriget gick rörelsen vanligen under namnet MRA (Moral Re-Armament) eller Moralisk upprustning. Samtidigt ändrades den under Buchmans ledning till en antikommunistisk rörelse. Han uttryckte också en förhoppning om att muslimska länder skulle bli ”ett bälte av förnuft att sammanföra öst och väst till moralisk pånyttfödelse”.
Från sina tidiga erfarenheter i Kina, var Buchman mycket medveten om att misslyckandet för det stora västerländska missionsarbetet i Kina aktiverat en alternativ uppsättning övertygelser, kommunism, till att slå rot. I sitt kommande arbete i brittiska och amerikanska universitet fann han att kommunismen var en potent och attraktiv kraft.  Ett vanligt tema var att kommunismens engagemang och strategiska ideologi måste motsvaras av lika engagerade och strategiska krafter som arbetar för Gud. 
Buchman trodde att både fascismen och kommunismen hade sina rötter i materialism, som han kallade "mor till alla ismer " och som sådan var materialism demokratins största fiende. Efter Nikita Chrusjtjovs fördömande 1956 av stalinismen och den uppenbara upptining av relationerna med väst, producerade MRA en broschyr Ideologi och samexistens som varnade väst för kommunismens strategi och taktik. Den översattes till 24 språk och blev den mest spridda publikation som MRA någonsin producerat.

## Privatliv
Buchman gifte sig aldrig. Trots en stroke 1942 och sviktande hälsa, som så småningom ledde till blindhet och orörlighet, förblev han aktiv fram till sin död 1961. Han var kontroversiell i stora delar av sitt vuxna liv, och kritiker kallade hans rörelse som "Buchmanism" från 1920-talet.